# Itamari
Itamari là một đô thị thuộc bang Bahia, Brasil. Đô thị này có diện tích 131,469 km², dân số năm 2007 là 7994 người, mật độ 60,8 người/km².